# 소나무
소나무(학명: Pinus Densiflora 피누스 덴시플로라[*])는 구과목 소나무과의 식물이다. 대한민국, 일본이 원산이다. 또한 소나무는 대한민국을 대표하는 나무로, 전국 산야에서 흔하게 자라는 상록의 침엽 교목으로, 거의 모든 지역에서 자라서 단일수종으로 한국의 최대면적을 차지하고 있다.

## 이름
소나무의 '솔'은 '으뜸'을 의미하여, 소나무는 나무중에 으뜸인 나무라는 뜻을 가진다. 나무 줄기가 붉어서 ‘적송(赤松)’이라고 부르기도 하고, 주로 내륙 지방에서 자란다고 ‘육송(陸松)’이라고 부르기도 하며, 여인의 자태처럼 부드러운 느낌을 준다고 ‘여송(女松)’이라 부르기도 한다. 그렇지만 적송은 소나무의 일본 이름이다. 한국의 옛 문헌에서 소나무를 적송이라 부른 예는 없다. 일본이 먼저 세계에 소개하였기 때문에 영어 이름은 일본적송(Japanese red pine)이 되었다.
얼마 전 광복 70주년을 맞아 국립수목원에서 korean red pine이라는 이름을 붙였다.

## 특징
키는 20~35m에 이른다. 흉고직경은 1.8m에 달한다. 겨울에도 항상 푸른빛을 유지하는 상록수이고 여러해살이 식물이다. 수피는 윗부분이 적갈색 또는 흑갈색이며 민으로 갈수록 검어진다. 또한 노목일수록 짙은 색을 띠고 거북이 등 모양으로 균열이 생긴다. 봄이 되면 송화가루가 흩날린다. 나무껍질은 거북이 등처럼 세로로 넓게 갈라지며 줄기 밑은 회갈색이며 윗부분이 적갈색을 띤다. 바늘잎은 8~9 cm 길이로 두 개가 한 묶음이 되어 가지에 촘촘히 붙는다.

## 생태

1928년 우에키 호미키의 한국 소나무 분류

소나무는 한반도 주변의 자연에 가장 잘 적응한 나무로 현재 한·중·일·러 등 동북아에 분포한다. 한반도와 일본은 본토 거의 전역에서 자라고 중국은 한반도쪽 해안 일부가 자생지다. 러시아에서는 연해주에 극히 일부가 분포해 멸종 위기종으로 지정된 보호식물이다. 일본에도 소나무가 널리 분포하지만 숲에서 한국에서만큼 중요한 나무는 아니다. 한반도에서 소나무속은 중생대 백악기부터 신생대를 거쳐 현재까지 전국에서 나타나 가장 성공적으로 적응한 종류이며, 현재에도 한랭한 북부 고산지대부터 온난한 제주도 해안가에 이르기까지 다양한 생태적 범위에 걸쳐 널리 분포한다. 한반도에서 가장 오래된 송백류 화석은 고생대 페름기부터 발견된다. 중생대에 출현했던 송백류는 신생대에 들어서 대부분 멸종했다. 
소나무속은 한반도에서 중생대 백악기에 출현하여 황해도에서 전라북도까지 넓게 분포하였다. 플라이스토세 후기에 한반도의 기후 변화에 의하여 많은 송백류가 멸종되었고, 한대성 수종이 증가되었다. 이때 고산식물이 한반도로 유입되어 현재의 식생을 이루었다. 동해안에서는 2000년 전부터 소나무속이 참나무속보보다 우세하였고, 서해안에서는 6500년 전부터 1500년 전까지 오리나무속이 우점하였으나, 1500년 전 이후 소나무속이 두드러지게 증가하였다.

## 사진

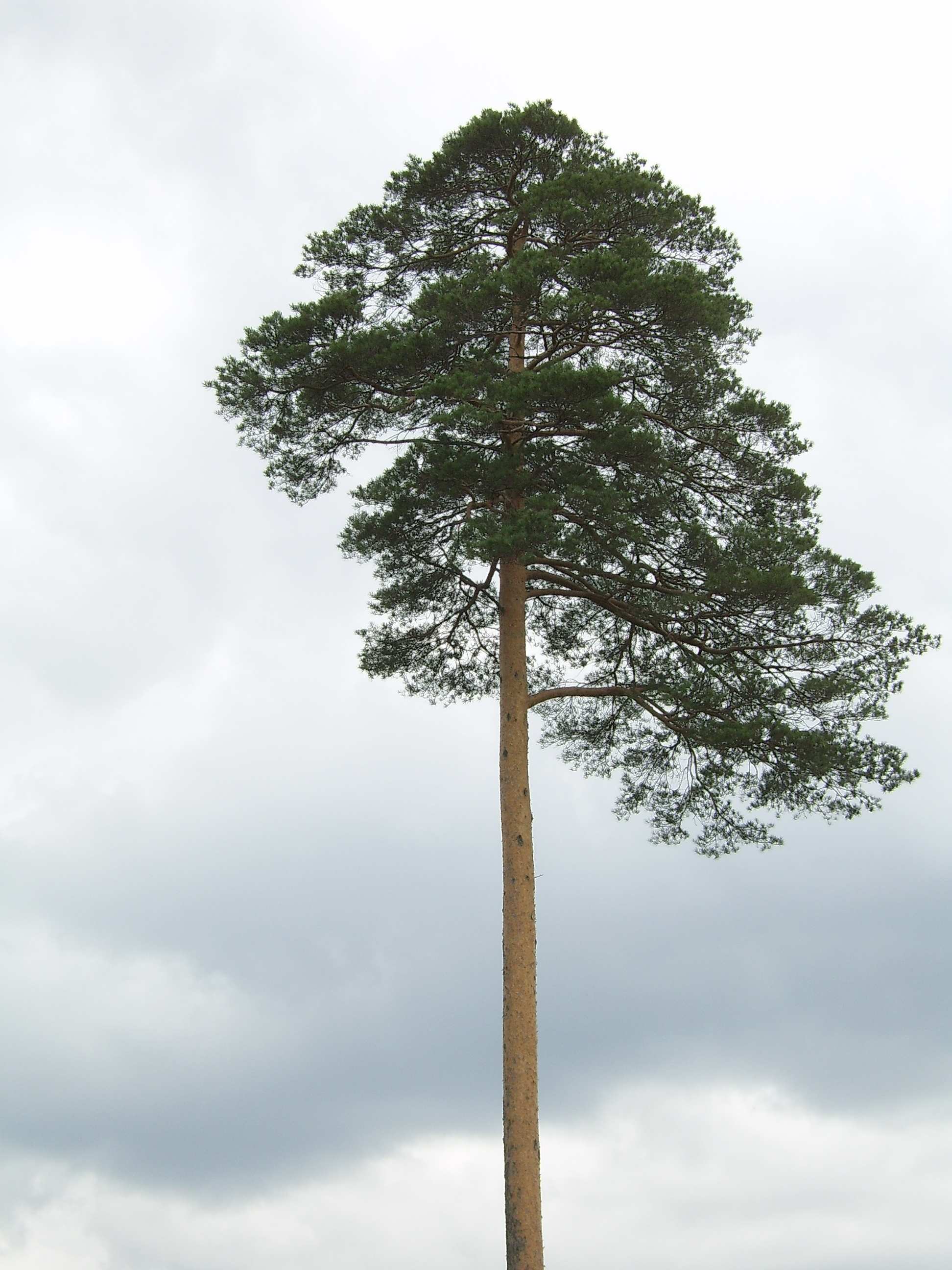
백두산에 사는 소나무
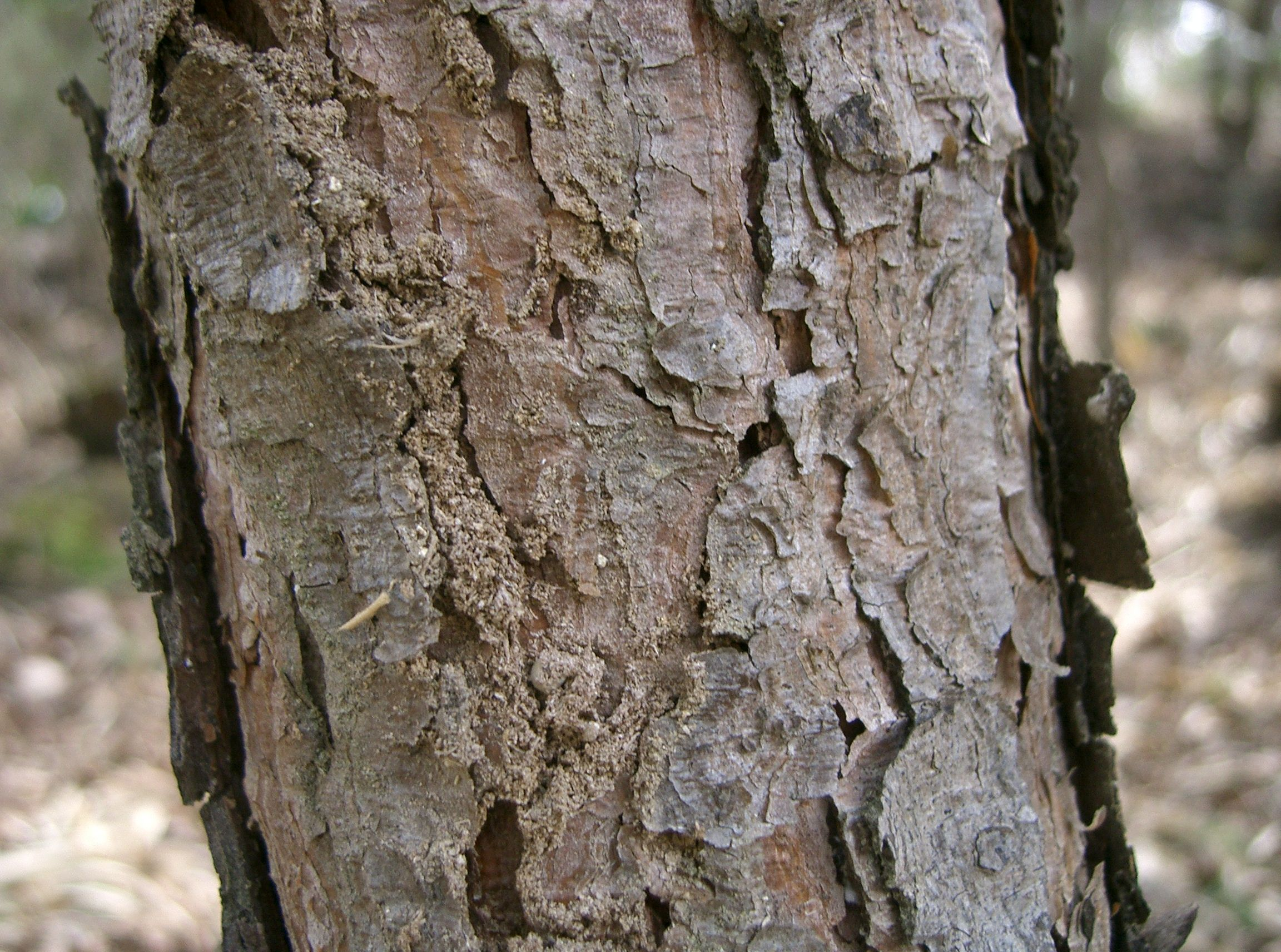
줄기. 붉은 색이 감돈다.
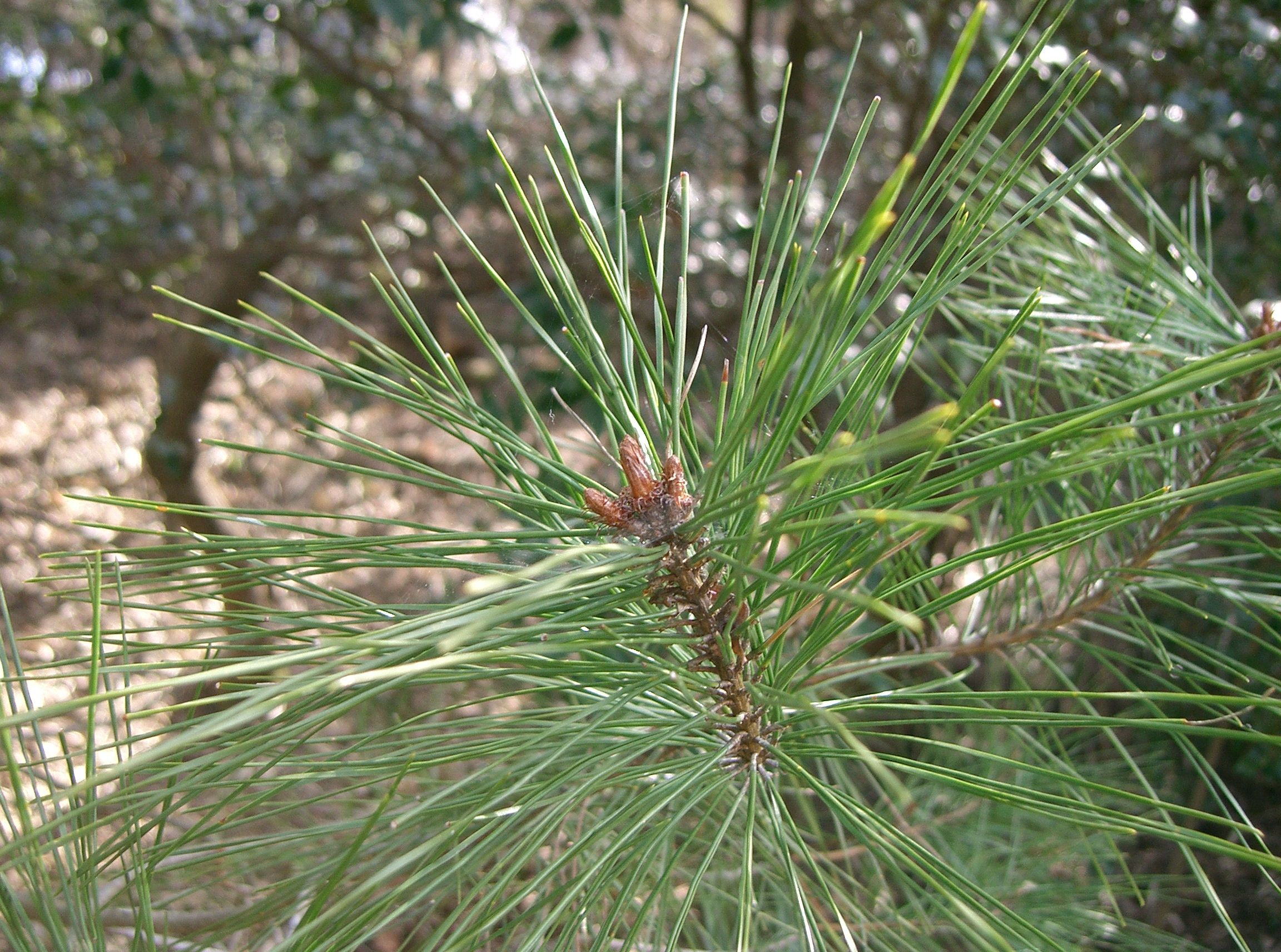
소나무 잎. 두개씩 모여 나온다.
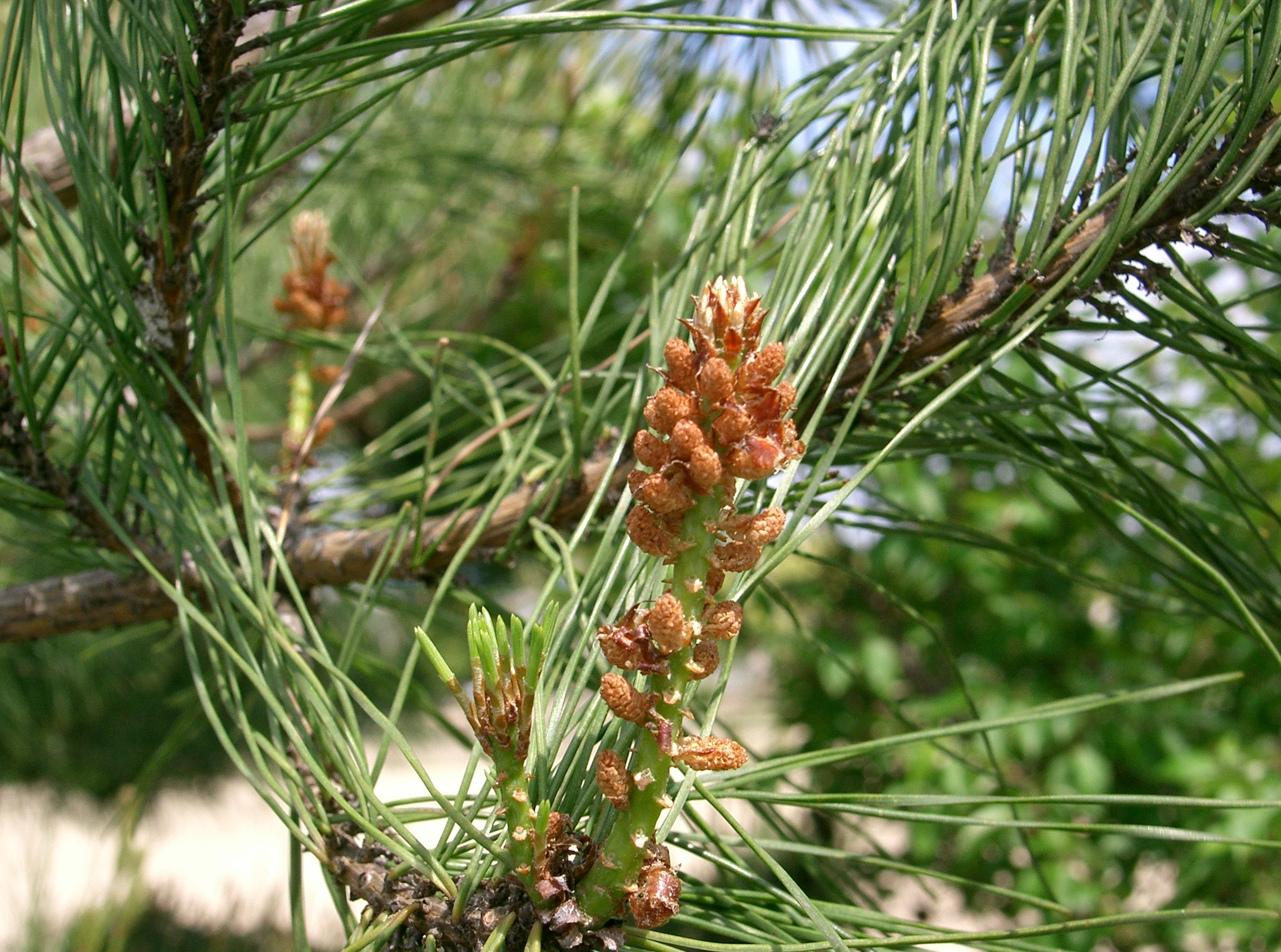
수꽃
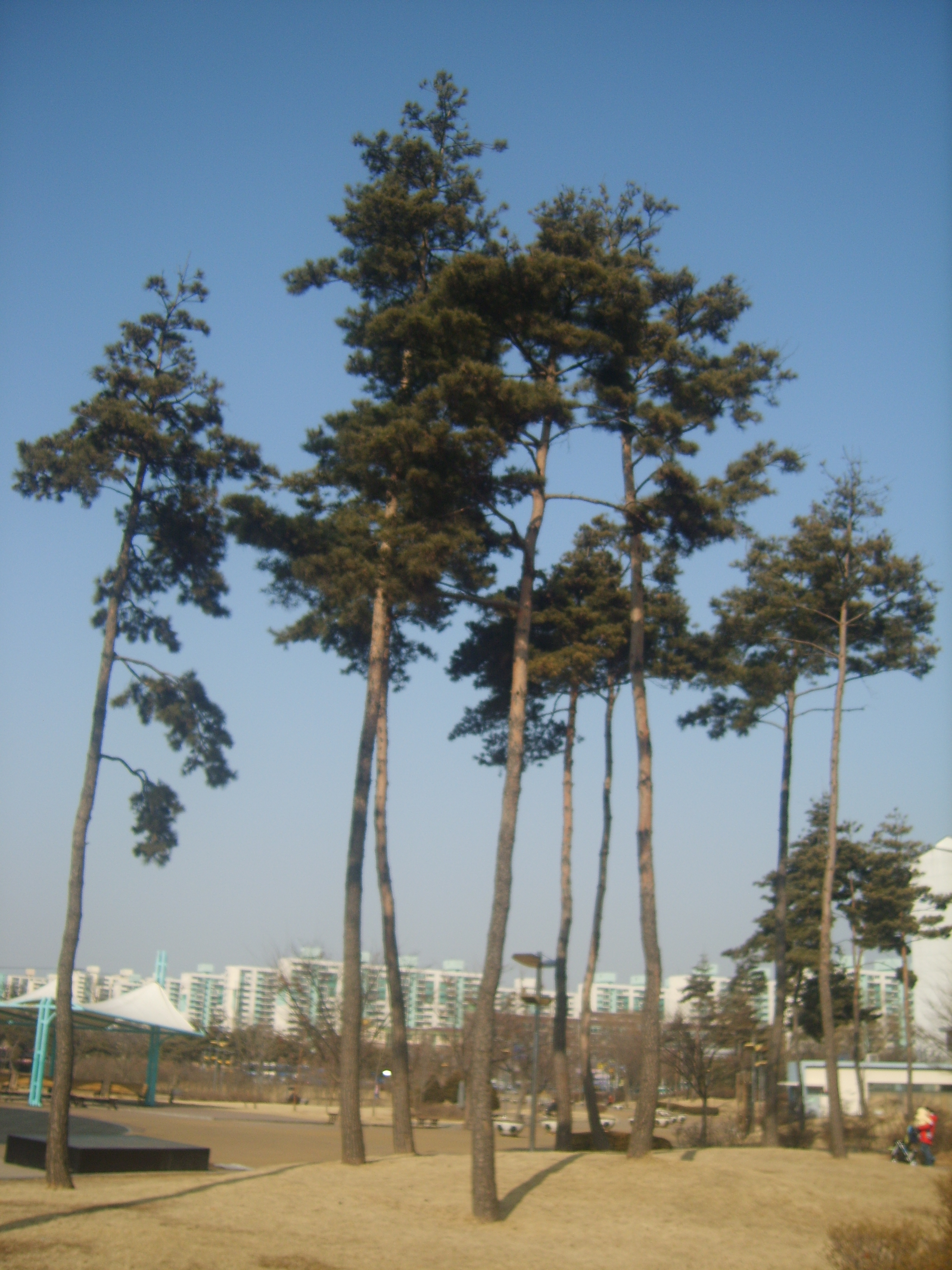
인천 부평공원에 사는 소나무
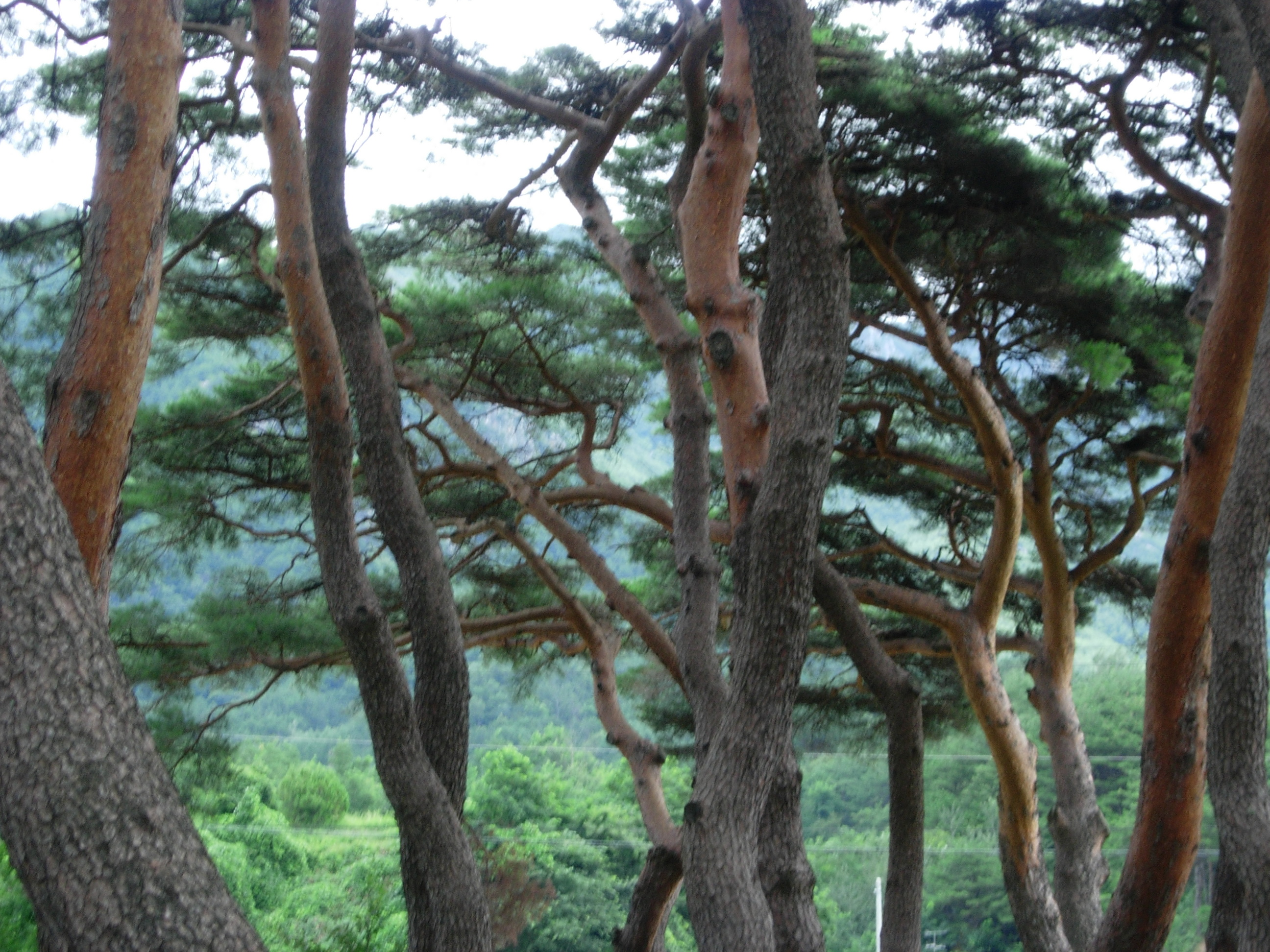
경남 거창군의 소나무
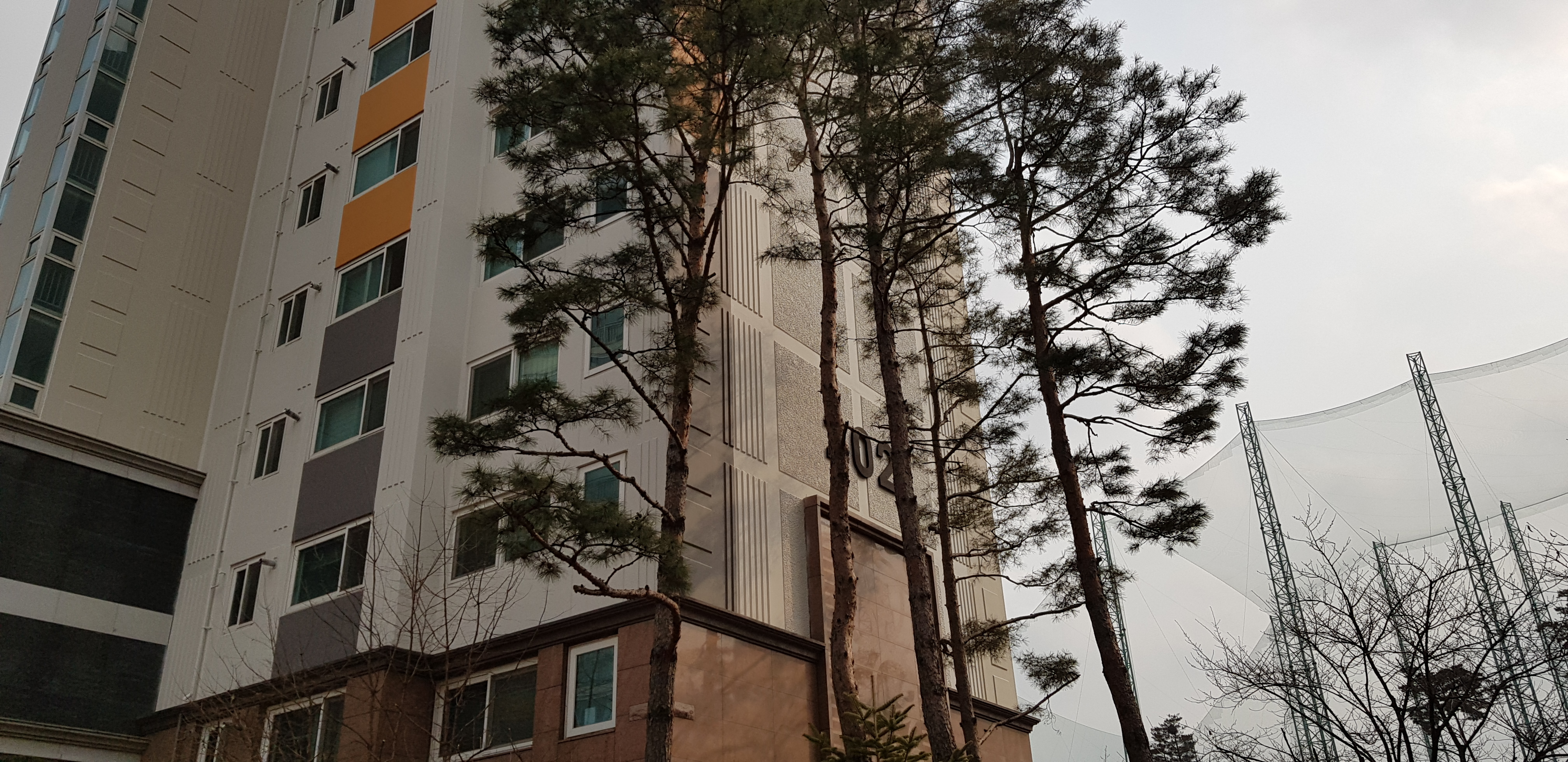
용인 청명호수마을 아파트에 심은 소나무

## 쓰임새

### 목재
잘 썩지 않으며 단단한 소나무 목재는 벌레가 생기거나 휘거나 갈라지지도 않는다. 그래서 궁궐이나 사찰을 만드는 데 쓰였다. 특히 궁궐을 짓는 목재는 소나무 외에는 쓰지 않았다. 그 중에서도 강원도와 경북 울진, 봉화에서 나는 춘양목은 결마저 고와 최고급 목재로 이용되었다.

### 약재
솔잎은 싱싱한 것을 따서 쓰는데, 통증과 피를 멎게 한다. 송진은 고약이나 반창고를 만드는 데 쓰는데 염증을 치료하고 고름을 빨아낸다. 송화 가루는 기운을 돋우고 피를 멎게 한다. 소나무를 베어 내고 7~8년이 지난 뒤에 뿌리에서 외생근균이 자라 버섯이 생기는데 이것을 ‘복령’이라 하며, 입맛을 돋우고 구역질을 없애 주어 중요한 약재로 썼다. 그 밖에도 소나무 씨앗, 속껍질, 봄에 나는 새순도 약으로 썼다.

#### 한국의 민간 요법
막걸리 1리터에 솔잎 300~400그램을 넣고 밀봉하고 15일이 지난 다음 찌꺼기를 버리고 한 번에 한 잔씩 하루 3번 공복에 마시거나, 생솔잎을 찧어서 넣는다.
소주 3리터와 섞어 일주일에서 열흘간 두었다가 하루 3번 공복에 먹으면 습기가 많은 곳에서 생활하거나 중풍 때문에 생겨난 요통에 효과가 있다.

## 비슷한 나무
소나무속의 다른 나무들도 소나무라 불리기도 한다. 그 중 비슷한 나무로 곰솔(Pinus thunbergii)이 있다. 소나무는 나무껍질과 겨울눈, 새싹이 모두 붉은데 곰솔은 껍질이 검고, 새싹은 흰빛에 가깝다. 소나무는 잎이 부드러운 반면, 곰솔의 잎은 억세고 뻣뻣하다.

## 품종

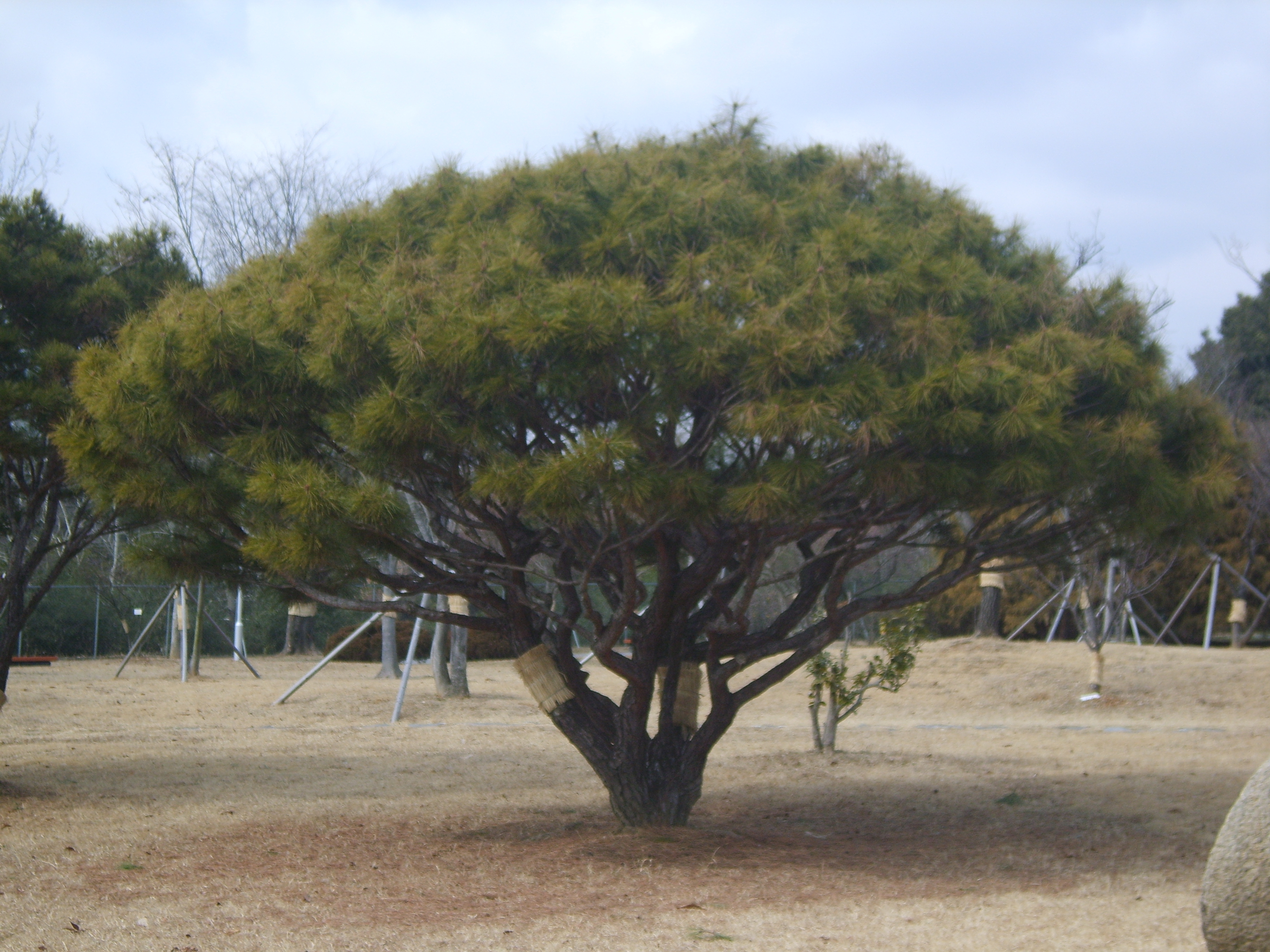
광주국립박물관에 사는 반송

소나무의 품종으로 땅 표면에서부터 줄기가 여러 개로 갈라져 나무 모양이 부채를 편 것 같은 반송(P. d. f. multicaulis)과 춘양목, 강송, 금강송으로도 불리며 유난히 가지가 곧게 자라 훌륭한 목재로 손꼽히는 금강소나무(P. d. f. erecta)와 처진소나무(P. d. f. pendula), 은송(P. d. f. vittata) 등이 있다.
반송은 지표면 1m내외에서 줄기가 여러개로 갈라지고 주간이 없으며 수관이 우산모형을 이루는데, 조선다행송, 천지송, 만지송 등으로 불리기도 한다. 
금강소나무는 강원도 금강산부터 경상북도 조령으로 통하는 종관산맥 가운데  양과 수분 조건이 좋은 비옥한 계곡에서 자라는데, 줄기가 곧고 수관이 좁으며 곁가지는 가늘고 짧다. 지하고는 길고 수피 색깔은 아래쪽 회갈색이고 위쪽은 황적색이다. 폭이 균등하고 좁으며 목리가 곧다. 춘양목이라는 이름은 봉화군 춘양면의 이름을 딴 것으로, 금강송과 같이 고급 건축자재로 쓰인다. 
처진소나무는 가지 및 정아가 아래로 드리워진다.  은송(P. d. v. arentea)은 솔잎이 백색으로 변하여 은빛 소나무처럼 보인다.
다행송(P. d. v. umbraculifera)은 줄기가 지표면에서부터 여러개가 나와 우산모양을 이룬다. 미송(P. d. f. umbraculifera)은 수고가 1-6m의 작은 소나무로 굵은 가지가 위로 향하여 수관이 관모양을 이룬다. 일엽송(P. d. v. monophylla)은 두 개의 잎이 하나로 포개져 있어서 육안으로 보기에 잎이 하나인 것처럼 보인다. 백발송(P. d. v. variegate)는 솔잎이 황백색을 띠거나 황색 반점이 나타난다. 뱀솔(P. d. v. oculus-draconis)는 솔잎의 반 또는 두세군데가 일정하게 노랑색을 나타낸다. 범솔(P. d. v. tigrina)는 솔잎이 황색 얼굴무늬를 갖고 있어 호랑이무늬처럼 보인다. 황금송(P. d. v. aurea)는 바늘잎의 아래부분은 녹색이나 그 밖의 부분은 황금색을 띠고 있어 아름답게 보이고, 계절에 따라 잎색이 조금 변한다. 누백송(P. d. v. albo-terminata)은 은송과 비슷하나 솔잎 끝만 백색으로 변한다. 홍금송(P. d. v. rubro-aurea)는 황금송과 비슷하나 솔잎이 겨울에 주홍색으로 아름답게 변한다. 용솔(P. d. v. tortuosa)은 솔잎이 나선상으로 나서 가지 모양이 용처럼 비틀려 자란다. 학송(P. d. v. recurva)은 솔잎이 짧고 연하면 끝이 약간 구부러져 학처럼 보인다. 재솔(P. d. v. molis)은 솔잎이 연하고 보통 솔잎보다 길며 잎색이 회록색을 나타낸다. 난장이솔(P. d. v. globose)은 다행송과 비슷하게 생겼지만 난쟁이로서 둥글고 대부분 높이가 1m미만이다. 원송이솔(P. d. v. longiramea)은 솔잎이 보통 것에 비하여 1/3정도로 작고 밑으로 처지며 원숭이처럼 보인다. 팔방송(P. d. v. octo-partita)은 하나의 큰 겨울눈 근처에 7개의 작은 논이 있는 것으로 많은 가지를 갖는다. 가시솔(P. d. v. asamensis)은 솔방울 실편 끝부분에 보통 것보다 긴 가시가 달리며 종자에 반점이 있다. 바위솔(P. d. v. aspera)은 껍질이 검은 흑색으로 어려서나 커서나 껍질이 거칠다. 줄기는 통통하고 굵으며 키는 난장이다. 수양황금송(P. d. v. aurea-pendula)의 일년생 가지와 잎은 황금색이며 가지는 밑으로 처진다. 수양뱀솔(P. d. v. oclus-draconis-pendula)는 수양송과 뱀솔의 잡종으로 가지가 밑으로 처진다. 산호송(P. d. f. coralliformis)은 제2차 가지가 짧아서 산호모양을 한다.

## 문화
소나무는 설문조사에서 한국인이 가장 좋아하는 나무 1위를 매 년 차지할 정도로 많은 사람의 사랑을 받는 나무(2등은 은행나무)이다. 또한 예로부터 매화와 대나무와 함께 세한삼우(歲寒三友)를 이루어 시와 그림에서 자주 묘사되었다. 소나무는 애국가에 등장하는 나무이고, 어린아이가 태어났을 때 금줄에 거는 생명을 나타내는 나무이다. 한국에서 천연기념물로 지정된 나무 중에 소나무가 40종목으로 가장 많다.

## 대한민국의 천연기념물
대한민국에서는 아래 소나무를 천연기념물로 지정, 보호하고 있다.
- 보은 속리 정이품송 (천연기념물 103호)
- 청도 운문사 처진소나무 (천연기념물 제180호)
- 합천 화양리 소나무 (천연기념물 제289호)
- 괴산 삼송리 소나무 (천연기념물 제290호) → 2014년 12월 지정 해제
- 무주 삼공리 반송 (천연기념물 제291호)
- 문경 화산리 반송 (천연기념물 제292호)
- 상주 상현리 반송 (천연기념물 제293호)
- 예천 천향리 석송령 (천연기념물 제294호)
- 청도 동산리 처진소나무 (천연기념물 제295호)
- 속초 설악동 소나무 (천연기념물 제351호)
- 보은 서원리 소나무 (천연기념물 제352호)
- 고창 선운사 도솔암 장사송 (천연기념물 제354호)
- 장흥 옥당리 효자송 (천연기념물 제356호)
- 구미 독동리 반송 (천연기념물 제357호)
- 의령 성황리 소나무 (천연기념물 제359호)
- 이천 도립리 반룡송 (천연기념물 제381호)
- 괴산 적석리 소나무 (천연기념물 제383호)
- 장수 장수리 의암송 (천연기념물 제397호)
- 영양 답곡리 만지송 (천연기념물 제399호)
- 울진 행곡리 처진소나무 (천연기념물 제409호)
- 거창 당산리 당송 (천연기념물 제410호)
- 지리산 천년송 (천연기념물 제424호)
- 문경 대하리 소나무 (천연기념물 제426호)
- 포천 직두리 부부송 (천연기념물 제460호)
- 포항 북송리 북천수 (천연기념물 제468호)
- 예천 금당실 송림 (천연기념물 제469호)
- 안동 하회마을 만송정 숲 (천연기념물 제473호)
- 하동 축지리 문암송 (천연기념물 제491호)

## 참고자료
- 《우리가 정말 알아야 할 우리 나무 백 가지》(현암사, 1995) ISBN 89-323-0830-6
- 《조경수목 핸드북》(광일문화사, 2000) ISBN 89-85243-25-X
- 《나무 쉽게 찾기》(진선출판사, 2004) ISBN 978-89-7221-414-4
- 《나무도감》(도서출판 보리, 2001) ISBN 89-8428-060-7
- 풀베개 보관됨 2015-12-10 - 웨이백 머신